# 飯田一之
飯田 一之（いいだ かずゆき、1982年11月27日 - ）は、神奈川県出身の作曲家、編曲家、音楽プロデューサー。

## 概要
ジャズ、フュージョンを得意としながら、ゲームミュージック・付随音楽に携わる。映像と合わせる曲作りには定評がある。専門学校を卒業後、企業BGM、ゲーム音楽を中心に活動していたが、2014年頃より歌ものを手掛けるようになる。ミュージックファクトリー東京での募集となったStella☆Beatsの楽曲採用コンペで採用された。2018年にSCRAMBLESにて営業として参加。仕事を取りつつクリエイターとしてBiSHやチームラボの楽曲制作に関わる。
2020年からフリーとしてJ-POPの作編曲、ラジオジングル、スマートフォン向けゲームのPV用音楽などを手掛ける。

## 活動内容

### 作曲・編曲
J-POP、映像音楽、ラジオジングル、サウンドエフェクト（SE）など、幅広いジャンルで作曲・編曲活動を行っている。
- J-POP: アイドルグループEMPiREの「Have it my way」、アイドルカレッジの「MASQUERADE」などを手がけた。
- 映像音楽: 映画、ドラマ、CMなどの音楽制作を担当。
- サウンドエフェクト: 各種メディアのSE制作も手がける。

### 教育活動
専門学校でDTM（デスクトップミュージック）の作曲やプロコースのレッスンを担当している。

### 演奏活動
ピアノ演奏も行っており、ジャズやフュージョンを軸に、テクノ、エレクトロニカなどの新感覚のサウンドを特徴としている。

## 提供作品

### アーティスト楽曲制作
BiSH
- 「FiNALLY」（編曲）
- 「社会のルール (ア・ラ・モードVer.)」（編曲）
- 「東京 IDOL SWINDLE TOUR FINAL@品川ステラボール」 オープニングムービーBGM（作曲）[2]

EMPiRE
- 「Have it my way」（編曲）

アイドルカレッジ
- 「MASQUERADE」（編曲）

プー・ルイ
- 「みんなのプー・ルイII」 M6「スレチガイ」（編曲）[3]

jam'
- 「I gotta go」 （作曲・編曲）

STELLABEATS
- 「Love Genome」（作曲） アレンジは中村佳紀が担当

### 大規模イベント用音楽
- 湯河原町 町村合併60周年記念事業「頼朝の窟」（作曲・編曲）（A.Mochiと共作）
- 湯河原町 「頼朝の窟2017」（作曲・編曲）

### 舞台音楽制作
- 純情スペクタクル 舞台音楽（作曲・編曲）[2]

### ゲーム音楽
- スパロボ学園（Nintendo DS用ソフト） BGM7曲（作曲・編曲）
- PlayStation 3用ソフト「エレメンタルモンスター」ゲーム中SE・音楽制作（作曲・編曲）

### 環境音楽
- 株式会社シーボン サロン店舗内BGM制作（作曲・編曲）